# Грицай, Сергей Иванович
Серге́й Ива́нович Грица́й (род. 14 февраля 1951, Ленинград, СССР) — российский хореограф, режиссёр, режиссёр по пластике. Заслуженный деятель искусств Российской Федерации, лауреат Государственной премии Российской Федерации в области литературы и искусства, лауреат Всесоюзных конкурсов балетмейстеров (1984, 1988).

## Биография
Сергей Грицай окончил хореографическое училище имени А. Я. Вагановой, затем, в 1984 году, балетмейстерское отделение Ленинградской государственной консерватории имени Н. А. Римского-Корсакова (педагоги: проф. И. Бельский, Н. Боярчиков, А. Макаров), а в 1986 году — Высшие режиссёрские курсы при Министерстве культуры. Стажировался в Ленинградской государственной балетной труппе «Хореографические миниатюры» Л. Якобсона.
Дебют: танцы в опере С. Рахманинова «Алеко».
Сотрудничал с режиссёрами: С. Спиваком, В. Фокиным, А. Калягиным, Г. Козловым, Г. Дитятковским, А. Галибиным, В. Фильштинским, в Мариинском театре с А. Кончаловским, Ю. Александровым и дирижёром В. Гергиевым и многими другими театральными деятелями.
Работал в театрах России, Германии, Нидерландов, Швейцарии, Бельгии, Англии, Италии, Испании, США.
В 2015 году награждён медалью ордена «За заслуги перед Отечеством» II степени.

## Семья
Имеет троих детей — Анастасия (1973), Алиса (1976), Дмитрий (1983).

## Работа в спектаклях
Молодёжный театр на Фонтанке
- «Танго» С. Мрожек,
- «Крики из Одессы» И. Бабель,
- «Касатка» Алексей Толстой,
- «Три Сестры» Антон Чехов,
- «Маркиза Де Сад»,
- «Дон Кихот» Михаил Булгаков,
- «Отелло» Уильям Шекспир,
- «Белая Ночь» Ф. М. Достоевский,
- «Синие Розы» Теннесси Уильямс,
- «Бумажная роза» Рамон дель Валье-Инклан,
- «Иов» Йозеф Рот

Александринский театр
- «Свои люди — сочтёмся!» А. Н. Островский (1990),
- «Орнитология» А. Е. Строганов (1999),
- «Вишнёвый сад» А. П. Чехов (2001),
- «Ревизор» Н. В. Гоголь (2002 — Государственная премия России),
- «Маскарад» М. Ю. Лермонтов (2003),
- «Маленькие трагедии» А. С. Пушкин (2003),
- «Двойник» Ф. М. Достоевский (2005)

Московский театр «Et cetera» А. Калягина
- «Король Убю»,
- «Люсьет Готье, или Стреляй сразу!»,
- «Смерть Тарелкина»,
- «Тайна тетушки Мэлкин»,
- «Подавлять и возбуждать».

Академический малый драматический театр — Театр Европы
- «Щелкунчик» Э. Т. А. Гофман

Театр юных зрителей имени А. А. Брянцева
- «Леший» А. Чехов

Большой театр кукол
- «Три поросёнка»

Театр на Литейном
- «Барышня-Крестьянка» А. С. Пушкин (1999),
- «Потерянные в звёздах» по пьесе Х. Левина
- «Торговцы резиной» (2000),
- «С любимыми не расставайтесь» А. Володин (2002)
- "Красавец мужчина" А.Островский, (2022); сценография Александра Орлова

Большой драматический театр имени Г. А. Товстоногова
- «За чем пойдёшь, то и найдёшь» А. Островский,
- «Бенгальские огни» А. Аверченко,
- «Ромео и Джульетта» У. Шекспир,
- «Федра» Ж. Расин,
- «Костюмер» Р. Харвуд,
- «Екатерина Ивановна» Л. Андреев,
- «Старик и море» Э. Хемингуэй,
- «Весёлый солдат» Н. Садур (по В. Астафьеву), «
- Мария Стюарт» Р. Харвуд,
- «Блажь!» А. Островский и П. Невежин

Мариинский театр
- «Война и мир» С. Прокофьева (режиссёр А. Кончаловский, дирижёр В. Гергиев),
- «Бал-маскарад»

Teatro Regio di Parma
- «Бал-маскарад» Италия, Парма

Метрополитен-Опера (США, Нью-Йорк)
- «Война и мир» С. Прокофьева,
- «Мазепа» П. И. Чайковского,
- «Адриенна Лекуврер» Ф. Челиа

Большой театр
- «Пиковая дама» П. И. Чайковского (режиссёр — Валерий Фокин, 2007).

МХТ им. А. П. Чехова
- «Обломов» и «Учитель словесности»

Санкт-Петербургский государственный драматический театр «Приют комедианта»
- «Санта-Крус» (1997)
- «Дама с камелиями» Александр Дюма-сын,
- «Двое на качелях» Уильям Гибсон,
- «Тётка Чарлея из Бразилии» Брэндон Томас

Академический драматический театр имени В. Ф. Комиссаржевской
- «Буря» У. Шекспир,
- «С тобой и без тебя» А. Менчелл

Санкт-Петербургский академический театр имени Ленсовета
- «Душечка» А. Чехов, «Ревизор» Н. В. Гоголь

Самарский театр драмы имени М. Горького
- «Месье Амилькар, или Человек, который платит» Ив Жамиак,
- «Звуки музыки» Ричард Роджерс, Оскар Хаммерштайн,
- «Царевна-лягушка»

Иркутский областной музыкальный театр имени Н. М. Загурского
- «Учитель танцев» Лопе де Вега,
- «Звуки музыки» Ричард Роджерс, Оскар Хаммерштайн II,
- «Прелести измены»

Новосибирский театр музыкальной комедии
- «Прелести измены» по мотивам комедии Дарио Фо «Свободная пара»

Новосибирский театр оперы и балета
- опера А. Шнитке «Жизнь с идиотом» (спектакль — лауреат Национальной театральной премии «Золотая маска»), опера Д. Шостаковича «Леди Макбет Мценского уезда»

Театр детского мюзикла «КАРАМБОЛЬ»
- «Приключения Буратино»

Музыкальный театр им. К. С. Станиславского и В. И. Немировича-Данченко
- «Демон» А. Рубинштейн (режиссёр Г. Тростянецкий)

Zala Tribune Мадрид, Испания
- «Клятва на крови» В. Инклан

Санкт-Петербургский театр «Рок-опера»
- мюзикл М. Самойлова «Безымянная звезда», рок-опера В. Калле «Ромео и Джульетта»

### Комедианты (театр)
- «Крепостная любовь» пластическая драма по повести И. С. Тургенева «Муму»
- «Дурочка» Лопе де Вега